# 普通河川
普通河川，是指既不属于一级河川、二级河川，也不属于准用河川（非法定河流）范畴的，不适用于河川法的河流。 市町村在认为必要时会对其制定有关条例并进行管理，管理员是市町村长。 
普通河川属于非法定公共财产。

## 著名的普通河川
- 高濑川（京都市）
- 二ヶ領用水的一部分（川崎堀、澀川等（川崎市））